# Терн (приток Сулы)
Терн (укр. Терн) — правый приток реки Сула, протекающий по Конотопскому, Бурынскому и Недригайловскому районам Сумской области Украины.

## География
Длина — 76 км. Площадь водосборного бассейна — 885 км². Русло реки в нижнем течении (приустьевой участок) находится на высоте 126,3 м над уровнем моря, в среднем течении (при впадении притоки Биж, южнее пгт Терны) — 132,9 м, в верхнем течении (пруд у села Терновка) — 156,3 м. Используется для технического водоснабжения и рыбоводства.
Река течёт с северо-запада на юго-восток, где в верхнем течении преимущественно в восточном направлении, а среднем и нижнем течении — южном. Река берет между пгт Дубовязовка и селом Ракитное (Конотопский район). Впадает в реку Сула между селами Великие Будки и Филоново (Недригайловский район).
Долина шириной 2 км и глубиной до 15 м. Пойма шириной до 600 м. Русло слаборазвитое, шириной до 5 м. Питание реки — снежное и дождевое. На реке проводилась осушительная мелиорация. Верховья реки летом пересыхают, из-за созданной системы прудов, в частности на участке между Терновкой и Вознесенкой. На реке в верхнем течении есть несколько прудов (крупнейший у села Терновка). В пойме верхнего и среднего течений реки расположены заболоченные участки с тростниковой и луговой растительностью.

## Притоки
- Левые: Курица, Бобрик.
- Правые: Биж.

## Населённые пункты
Населённые пункты на реке от истока к устью:
- Конотопский район: Ракитное, Терновка;
- Бурынский район: Сорока, Вознесенка, Болотовка, Верхняя Сагаревка, Нотариусовка, Жуковка, Ерчиха, Кубраково, Череповка, Нижняя Сагаревка;
- Недригайловский район: Острый Шпиль, Ковшик, пгт Терны, Бабаково, Городище, Иваница, Деркачовка, Великие Будки.